# Stijn Bronzwaer
Stijn Bronzwaer (Heerlen, 1981) is een Nederlandse auteur en journalist. Sinds 2007 werkt hij voor NRC en schrijft hij vooral over technologie en innovatie.  
Stijn Bronzwaer studeerde van 1999 tot 2005 Communicatiewetenschappen aan de Radboud Universiteit. Aansluitend deed hij de opleiding Journalistiek aan de Universiteit Utrecht en rondde hij in 2006 de studie Media en Journalistiek af aan de Universiteit van Amsterdam.

## Journalist
Al tijdens zijn studies schreef hij artikelen voor nrc.next, Het Parool en AD/Utrechts Nieuwsblad. Nadat hij vanaf 2006 voor AD/Utrechts Nieuwsblad had gewerkt als onderwijs- en misdaadverslaggever startte hij in 2007 bij nrc.next. Daar werkte hij als economieverslaggever, mediaverslaggever, chef van de mediaredactie en tussen 2016 en 2019 als adjunct-hoofdredacteur onder hoofdredacteur Peter Vandermeersch. In die functie richtte Bronzwaer onder meer de dagelijkse podcast NRC Vandaag op, de best beluisterde nieuwspodcast van Nederland.  Sinds 2019 is Bronzwaer als technologieverslaggever bij NRC verantwoordelijk voor artikelen over start-ups, techbedrijven en innovatie. Sinds 2023 richt hij zich specifiek op start-ups en AI. 

## De Machine
Samen met onderzoeksjournalist Merijn Rengers en financieel journalist Joris Kooiman schreef hij het boek De Machine: het niet eerder vertelde verhaal van de opkomst, hoogtij en het morele verval van hotelwebsite Booking.com. Een boek vol extravagante feesten, uit de hand gelopen internetexperimenten, bedrogen aandeelhouders, handtastelijke managers en ruzies in de boardroom. Het verhaal van een bedrijf dat een weergaloze online geldmachine bouwde, en in de eeuwige zucht naar meer de mensen achter de machine vergat.  Het boek werd ook uitgebracht in het Engels als ebook (The Machine) en in het Spaans als ebook en paperback (La Màquina).

## Erkenning
Er ontstond in 2021 publieke verontwaardiging na de onthullingen in het boek De Machine over de bonussen van de top van het bedrijf. Het leidde ertoe dat Booking.com 64 miljoen aan coronasteun terugbetaalde aan de overheid. Stijn Bronzwaer, Merijn Rengers en Joris Kooiman werden voor hun onthullingen beloond met De Loep in de categorie 'Signalerende onderzoeksjournalistiek'. Het boek stond eerder al op de Shortlist Brusseprijs 2022.

## Prijs
- 2021 De Loep
- 2024 De Tegel voor het interview in de NRC met Bunq-topman Ali Niknam.